# 拉娜·羅德斯
拉娜·羅德斯（英語：Lana Rhoades，1996年9月6日—），美國女色情演員和模特兒，2016年踏入成人業，並在同年8月成為《閣樓》雜誌的當月閣樓寵物。

## 生平
拉娜·羅德斯生於伊利諾伊州麥克亨利，本名阿瑪拉·馬普（Amara Maple）。她擁有捷克斯洛伐克血統，從小接受家中嚴格的教養。在念書期間，曾擔任啦啦隊長和體操運動員。17歲從高中畢業並搬到了芝加哥。曾在連鎖餐廳Tilted Kilt Pub & Eatery工作。羅德斯一邊看電視真人秀《鄰家女孩》，一邊開始思考自己在成人娛樂領域的未來職業生涯，期望能加入《花花公子》的演出。2016年4月（20歲）正式踏入成人業，並搬到洛杉磯為拍攝了首部色情片；6月為網站擔任模特兒。8月成為《閣樓》雜誌的當月閣樓寵物。2017年1月，她被評為《AVN》最炙手可熱的新人，並在不久後與公司簽約。
羅德斯是素食主義者，且大部分空閒時間都花在健身房裡，以維持身材。
2022年1月，產下一子；她在受訪時自稱成為母親後不再擁有「性慾」。同月，已經退出成人業的羅德斯表示無論再多錢都不願重操舊業，並透露曾在拍片時受傷。

## 外部連結
- 拉娜·羅德斯在互联网电影资料库（IMDb）上的資料（英文）
- 拉娜·羅德斯在網際網路成人電影資料庫
- 成人電影資料庫上拉娜·羅德斯的资料（英文）